# 江原道消防本部
江原道消防本部（カンウォンどうしょうぼうほんぶ）は、大韓民国江原特別自治道を管轄区域とする消防本部である。住所は江原特別自治道春川市中央路1（鳳儀洞15番地）。

## 沿革
- 1992年4月1日 - 江原道消防本部設置。
- 1997年7月25日 - 消防航空隊を新設。
- 2010年4月2日 - 江原道消防学校を新設。

## 本部組織
- 消防本部長（消防准監）
  - 消防行政課（課長は地方消防正）
  - 防護救助課（課長は地方消防正）
    - 消防航空救助隊

### 消防航空救助隊組織
- 隊長
  - 運搬班
  - 整備班
  - 救助班
  - 行政班
  - 航空救助1チーム：所在地は江原特別自治道春川市新北邑栗文里75-5の陸軍航空隊。
  - 航空救助2チーム：所在地は江原特別自治道襄陽郡巽陽面鶴浦里253-3番地。

## 江原道消防学校
消防公務員の教育訓練を行う。学校長は消防正。下部組織として教育支援課と教育運営課（課長は地方消防領）を置く。住所は江原特別自治道太白市東太白路289-48。

## 消防署
江原道消防本部には13消防署のもと、43の119安全センターと14の119救助隊がある。

### 組織
- 署長（地方消防正）
  - 消防行政課（課長は地方消防領）
  - 予防安全課（課長は地方消防領）
  - 現場指揮隊
  - 119安全センター（センター長は地方消防警または地方消防尉）
  - 119救助隊（隊長は地方消防尉）：春川消防署と束草消防署には119救助隊のほかにそれぞれ昭陽湖水難救助隊、雪岳119山岳救助隊が所属している。

### 消防署一覧
各消防署及び所属119安全センターの名称は以下の通り。
| 消防署                       | 119安全センター                          |
| ---------------------------- | ---------------------------------------- |
| 春川消防署                   | 昭陽、孝子、碩士、江村、華川、史内、楊口 |
| 原州消防署                   | 鶴城、丹邱、牛山、台庄、文幕             |
| 江陵消防署                   | 鏡浦、内谷、注文津、浦南、玉渓           |
| 東海消防署                   | 墨湖、北三、北坪                         |
| 太白消防署                   | 長省、鉄岩、禾田                         |
| 束草消防署                   | 永郎、東光                               |
| 三陟消防署                   | 道渓、史直、遠徳                         |
| 洪川消防署                   | 陽徳院                                   |
| 麟蹄消防署                   | 元通                                     |
| 横城消防署                   | 屯内、隅川                               |
| 寧越消防署                   | 酒泉                                     |
| 平昌消防署                   | 珍富、蓬坪、大関嶺                       |
| 旌善消防署                   | 古汗、新東、臨渓                         |
| 鉄原消防署                   | 東松、金化                               |
| 高城消防署（2015年開設予定） | 巨津                                     |
| 襄陽消防署（2015年開設予定） | 襄陽、県南北                             |